# 閭丘
閭丘（りょきゅう）は、漢姓のひとつ。『百家姓』の438番目。
『春秋左氏伝』には閭丘嬰、閭丘明、閭丘息の3人の名前が見え、いずれも斉の人である。また、斉の宣王時代の人として、劉向『新序』に閭丘卬、『説苑』に閭丘先生が見える。したがって先秦においては斉の姓であったようである。なお、『春秋』襄公21年には閭丘が邾の地名として現れる。
『元和姓纂』では、閭姓を上記の閭丘嬰の子孫とする。
現在では珍しい姓である。

## 著名な人物
- 閭丘胤 - 唐の政治家。「寒山子詩集序」の作者とされる[2]。
- 閭丘暁（中国語版） - 唐の政治家。安史の乱に際して王昌齢を殺害した。
- 閭丘露薇（中国語版） - 香港フェニックステレビの記者、ニュースキャスター[3]。